# Juan Van-Halen Acedo
Juan Van-Halen Acedo (Villaviciosa de Odón, 17 de juny de 1944) és un poeta, periodista, historiador i polític espanyol del Partit Popular (PP), on ha exercit importants càrrecs en l'àmbit de la Comunitat de Madrid.
Va néixer el 17 de juny de 1944 a Villaviciosa de Odón. Poeta procedent del falangisme intel·lectual del Sindicat Espanyol Universitari (SEU), va exercir el càrrec de cap de la Secció d'Activitats Culturals de la Delegació Nacional de la Joventut entre 1968 i 1970.
Va començar la seva carrera periodística al diari Ya, per posteriorment col·laborar a Arriba i El Alcázar. Com a corresponsal va estar destinat al Vietnam, ciutat de Suez i Pakistan.
En 1987 va ser elegit diputat per a la ii legislatura de l'Assemblea de Madrid dins de la llista d'Aliança Popular (PP). Reelegit en les següents eleccions autonòmiques de 1991, 1995, 1999, maig de 2003, octubre de 2003, 2007, 2011 i 2015 pel Partit Popular, va ser president de l'Asamblea de Madrid a la iv legislatura del parlament regional (1995-1999).
Va ser senador per designació autonòmica de l'Assemblea de Madrid entre 1989 i 1995 i 1999 i 2011.
És acadèmic de la Reial Acadèmia de la Història i de la Reial Acadèmia de Belles Arts de San Fernando.